# Tim Buckley
Timothy Charles Buckley III ò simplement Tim Buckley (14 de febrer de 1947 – 29 de juny del 1975) va ser un músic estatunidenc de rock d'avantguarda, amb influències de jazz, psicodèlia, funk i soul. La seva carrera va ser curta, entre finals dels anys 60 i els primers anys 70. La veu de Buckley arribava a abastar tres octaves i mitja. El seu talent amb la veu està palès en àlbums com Goodbye and Hello (1967), Lorca (1970) i Starsailor (1970). Es va casar amb Mari Guibert, amb la qual va tenir un fill, Jeff Buckley, conegut també pel seu ampli rang vocal, que va morir el 1997.

## Discografia
- Tim Buckley (Asylum, 1966)
- Goodbye and Hello (Asylum, 1967)
- Happy Sad (Asylum, 1969)
- Blue Afternoon (Straight, 1970)
- Lorca (Asylum/Elektra, 1970)
- Starsailor (Rhino, 1970)
- Greetings from L.A. (Rhino, 1972)
- Sefronia (Manifesto, 1973)
- Look at the Fool (Manifesto, 1974)
- Dream Letter: Live in London 1968 (Rhino, 1990)
- Peel Sessions (1991)
- Live at the Troubadour 1969 (Rhino, 1994). Disc en directe.
- Once I Was (Varese, 1999). Disc en directe.
- Works in Progress (Rhino, 1999). Recopilatori.
- Copenhagen Tapes (2000). Disc en directe..
- Morning Glory: The Tim Buckley Anthology (Rhino, 2001). Doble CD recopilatori.